# Narsing
Der Narsing ist ein Berg im Himalaya im westlichen Teil des indischen Bundesstaates Sikkim.
Der Narsing liegt an der Distriktgrenze von North Sikkim und West Sikkim. Der Narsing hat eine Höhe von 5825 m. Er liegt im Südosten des Kangchendzönga Himal – knapp 25 km südsüdöstlich des Achttausenders Kangchendzönga. Ein Bergkamm führt nach Nordwesten über mehrere Gipfel, darunter Jopuno (5936 m) und Tinchenkang (6010 m), zum 9,42 km nordwestlich gelegenen Pandim (6691 m).
26 km südsüdöstlich befindet sich das Touristenzentrum Mt Narsing Village Resort mit Blick auf den Berg.